# Harpactes orrhophaeus
Harpactes orrhophaeus és una espècie d'ocell de la família dels trogònids (Trogonidae) que habita zones boscoses de la Península Malaia, Sumatra i nord-oest de Borneo.
En diverses llengües rep el nom de "trogon canyella" (Espanyol: Trogón canela. Francès: Trogon cannelle).